# Bronisław Malinowski
Bronisław Kasper Malinowski (Cracóvia, 7 de abril de 1884 – New Haven, 16 de maio de 1942) foi um antropólogo e etnólogo polaco-britânico cujos escritos sobre etnografia, teoria social e pesquisa de campo exerceram uma influência duradoura na disciplina de antropologia.
Malinowski nasceu no que fazia parte da divisão austríaca da Polônia. Ele se formou no CK III Gimnazjum im. Rei Jan Sobieski em Cracóvia. Nos anos 1902–1906 estudou no departamento de filosofia da Universidade Jaguelônica, na cidade de Cracóvia, e lá recebeu seu doutorado em 1908. Em 1910, na London School of Economics (LSE), trabalhou em intercâmbio e economia, analisando a Austrália aborígene por meio de documentos etnográficos. Em 1914, ele viajou para a Austrália. Conduziu pesquisas nas Ilhas Trobriand e em outras regiões da Nova Guiné e da Melanésia onde permaneceu por vários anos, estudando culturas indígenas.
Retornando à Inglaterra após a Primeira Guerra Mundial, publicou sua principal obra, Argonautas do Pacífico Ocidental (1922), que o estabeleceu como um dos antropólogos mais importantes da Europa. Assumiu cargos como conferencista e posteriormente como catedrático de antropologia na LSE, atraindo grande número de estudantes e exercendo grande influência no desenvolvimento da antropologia social britânica. Ao longo dos anos, ele lecionou em diversas universidades americanas; quando eclodiu a Segunda Guerra Mundial, ele permaneceu nos Estados Unidos, assumindo um cargo na Universidade Yale. Ele morreu em 1942 e foi enterrado nos Estados Unidos. Em 1967, sua viúva, Valetta Swann, publicou seu diário pessoal mantido durante seu trabalho de campo na Melanésia e na Nova Guiné. Desde então, tem sido fonte de controvérsia, devido à sua natureza etnocêntrica e egocêntrica.
A etnografia das Ilhas Trobriand de Malinowski descreveu a complexa instituição do anel Kula e tornou-se fundamental para teorias subsequentes de reciprocidade e troca. Ele também foi amplamente considerado um eminente pesquisador de campo, e seus textos sobre métodos antropológicos de campo foram fundamentais para a antropologia inicial, popularizando o conceito de observação participante. Sua abordagem da teoria social era uma forma de funcionalismo psicológico que enfatizava como as instituições sociais e culturais atendem às necessidades humanas básicas — uma perspectiva oposta ao funcionalismo estrutural de Alfred Radcliffe-Brown, que enfatizava as maneiras pelas quais as instituições sociais funcionam em relação à sociedade como um todo.

## Biografia

### Primeiros anos
Malinowski, descendente da szlachta (nobreza polaca),:1013 nasceu em 7 de abril de 1884 em Cracóvia, na partição austríaca da antiga Comunidade Polaco-Lituana — então parte da província austro-húngara conhecida como Reino da Galiza e da Lodoméria.:332 Seu pai, Lucjan Malinowski, era professor de filologia eslava na Universidade Jaguelônica, e sua mãe era filha de uma família de proprietários de terras. Quando criança, ele era frágil, muitas vezes com problemas de saúde, mas se destacava academicamente. Em 30 de maio de 1902, ele passou nos exames de matura (com distinção) na Escola Secundária Jan III Sobieski e, mais tarde naquele ano, começou a estudar na Faculdade de Filosofia da Universidade Jaguelônica de Cracóvia, onde inicialmente se concentrou em matemática e ciências físicas.:332:137
Enquanto frequentava a universidade adoeceu gravemente (possivelmente com tuberculose) e, enquanto recuperava, o seu interesse voltou-se mais para as ciências sociais ao fazer cursos de filosofia e educação.:332–333 Em 1908 ele recebeu um doutorado em filosofia pela Universidade Jaguelônica; sua tese foi intitulada Sobre o Princípio da Economia do Pensamento.:333:137
Durante os seus anos de estudante interessou-se por viajar para o estrangeiro, e visitou a Finlândia, a Itália, as Ilhas Canárias, a Ásia Ocidental e o Norte de África; algumas dessas viagens foram, pelo menos em parte, motivadas por questões de saúde.:333 Ele também passou três semestres na Universidade de Leipzig (c. 1909-1910), onde estudou com o economista Karl Bücher e o psicólogo Wilhelm Wundt.:333:137 Depois de ler The Golden Bough, de James Frazer, ele decidiu se tornar um antropólogo.:9:137
Em 1910, foi para Inglaterra, tornando-se estudante de pós-graduação na London School of Economics (LSE), onde teve como mentores C. G. Seligman e Edvard Westermarck.:333:162

### Carreira
Em 1911 Malinowski publicou, em polonês, seu primeiro artigo acadêmico, "Totemizm i egzogamia" ("Totemismo e Exogamia"), em Lud. No ano seguinte ele publicou seu primeiro artigo acadêmico em inglês, e em 1913 seu primeiro livro, A Família Entre os Aborígenes Australianos. No mesmo ano deu suas primeiras palestras na LSE, sobre temas relacionados à psicologia da religião e à psicologia social.:333

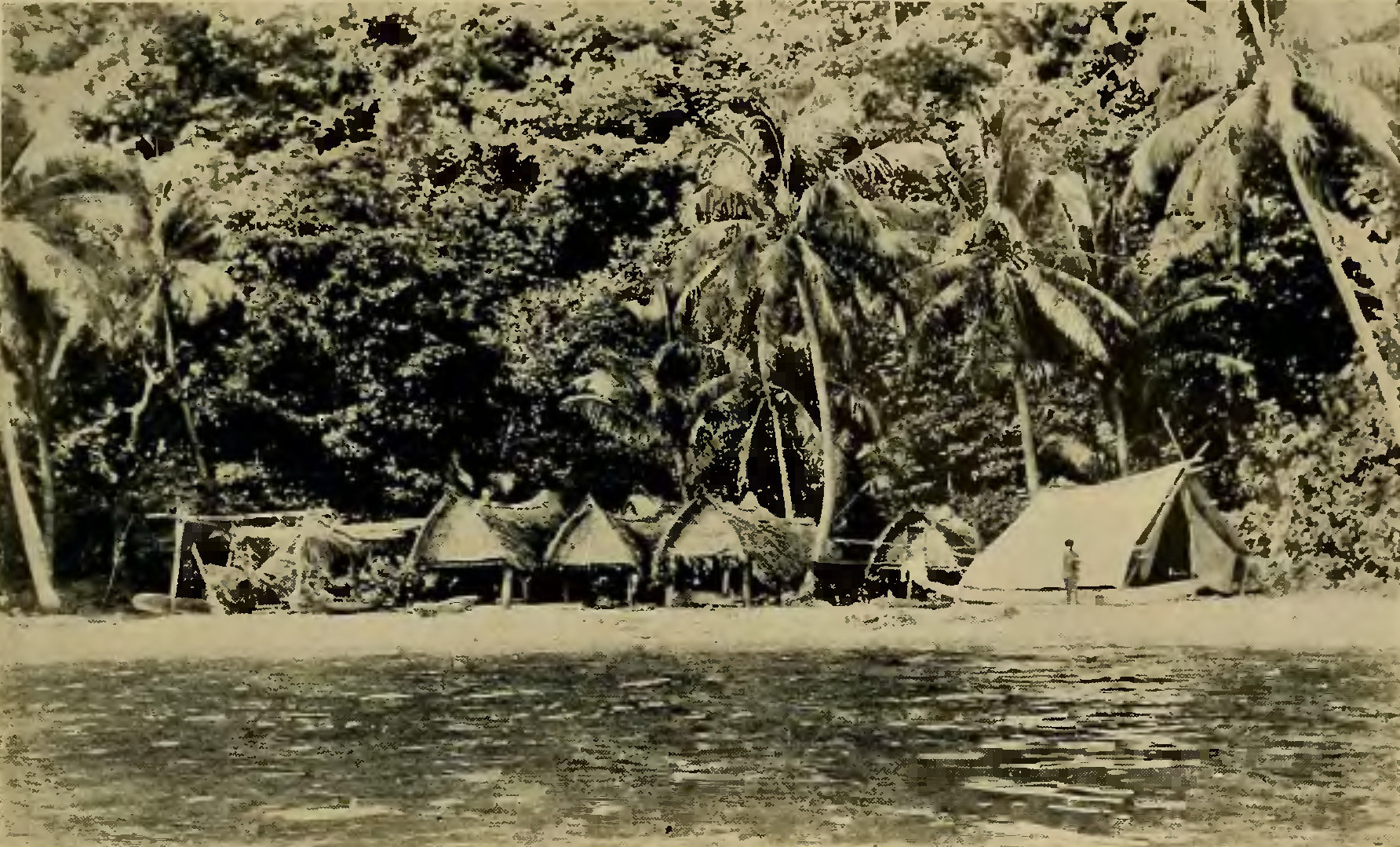
Foto da placa I, Argonautas do Pacífico Ocidental de Malinowski (1922), mostrando uma vila e a tenda de Malinowski

Em junho de 1914 ele partiu de Londres, viajando para a Austrália, como o primeiro passo de sua expedição à Papua (no que mais tarde se tornaria a Papua-Nova Guiné).:333 A expedição foi organizada sob a égide da Associação Britânica para o Avanço da Ciência (BAAS).:333 Inicialmente, a viagem de Malinowski à Austrália deveria durar apenas cerca de meio ano, já que ele planejava principalmente participar de uma conferência lá, e viajou para lá na qualidade de secretário de Robert Ranulph Marett. Pouco depois, sua situação complicou-se devido à eclosão da Primeira Guerra Mundial. Embora polonês por etnia, era súdito da Áustria-Hungria, que estava em guerra com o Reino Unido. Malinowski, em risco de internamento, decidiu, no entanto, não regressar à Europa a partir da região controlada pelos britânicos, e após a intervenção de vários dos seus colegas, incluindo Marett e Alfred Cort Haddon, as autoridades britânicas permitiram-lhe permanecer na região da Austrália e até lhe forneceu novos financiamentos.:333:138:4–5:136
A sua primeira viagem de campo, que durou de agosto de 1914 a março de 1915, levou-o à ilha de Toulon (ilha Mailu) e à ilha Woodlark.:333 Esta viagem de campo foi descrita em sua monografia de 1915, Os Nativos de Mailu.:333 Posteriormente, ele conduziu pesquisas nas Ilhas Trobriand, na região da Melanésia.:334 Ele organizou duas expedições maiores naquela época; de maio de 1915 a maio de 1916 e de outubro de 1917 a outubro de 1918, além de diversas excursões mais curtas.:334 Foi durante este período que ele conduziu seu trabalho de campo no anel Kula (um sistema de troca cerimonial conduzido pelos nativos que estudou) e avançou a prática da observação participante, que continua sendo a marca registrada da pesquisa etnográfica hoje.:139 A coleção etnográfica de artefatos de suas expedições é mantida principalmente pelo Museu Britânico e pelo Museu de Melbourne.:334 Durante os intervalos entre suas expedições ele permaneceu em Melbourne, escrevendo suas pesquisas e publicando novos artigos, como Baloma; os Espíritos dos Mortos nas Ilhas Trobriand. Em 1916 recebeu o título de Doutor em Ciências.:333–334:138
Em 1919, ele retornou à Europa, permanecendo em Tenerife por mais de um ano antes de retornar à Inglaterra em 1920 e finalmente a Londres em 1921.:334:138 Ele retomou o ensino na LSE, aceitando um cargo de professor, recusando uma oferta de emprego da Universidade Jaguelônica Polaca.:334 No ano seguinte, seu livro Argonautas do Pacífico Ocidental, muitas vezes descrito como sua obra-prima, foi publicado.:7:72 Pelas próximas duas décadas, ele estabeleceria a LSE como o principal centro de antropologia da Europa. Em 1924 foi promovido a leitor, e em 1927, professor catedrático (professor fundador de Antropologia Social).:334 Em 1930 tornou-se membro estrangeiro correspondente da Academia Polaca de Artes e Ciências.:334 Em 1933, tornou-se membro estrangeiro da Real Academia Holandesa de Artes e Ciências. Em 1934 ele viajou para a África Oriental Britânica e a África Austral, realizando pesquisas entre diversas tribos como os bembas, quicuios, maragolis, massais e suázis.:334 O período 1926-1935 foi o período mais produtivo de sua carreira, vendo a publicação de muitos artigos e vários outros livros.:334
Malinowski ensinou intermitentemente nos Estados Unidos, que visitou pela primeira vez em 1926 para estudar os hopis.:334 Quando a Segunda Guerra Mundial eclodiu durante uma de suas visitas aos Estados Unidos, ele ficou lá.:334 Ele se tornou um crítico ferrenho da Alemanha nazista, argumentando que ela representava uma ameaça à civilização, e instou repetidamente os cidadãos dos EUA a abandonarem sua neutralidade; seus livros foram devidamente proibidos na Alemanha. Em 1941 ele realizou pesquisas de campo entre os camponeses mexicanos em Oaxaca.:335 Ele assumiu um cargo na Universidade Yale como professor visitante, onde permaneceu até sua morte.:334 Em 1942 ele co-fundou o Instituto Polaco de Artes e Ciências da América, do qual se tornou seu primeiro presidente.:335
Além de seu trabalho na academia, ele foi descrito como um "especialista espirituosamente divertido" que escreveu e falou na mídia da época sobre vários assuntos, como religião e relações raciais, nacionalismo, totalitarismo e guerra, bem como controle de natalidade e educação sexual. Ele foi um defensor do Conselho Britânico de Higiene Social, da Mass-Observation e do Instituto Internacional Africano.
Malinowski morreu em New Haven, Connecticut, em 16 de maio de 1942, aos 58 anos, de acidente vascular cerebral:336 enquanto se preparava para retomar seu trabalho de campo em Oaxaca. Ele foi enterrado no Cemitério Evergreen em New Haven.:241

## Obras
Com exceção de alguns trabalhos do início da década de 1910, todas as pesquisas de Malinowski foram publicadas em inglês.:333 Seu primeiro livro, A Família entre os Aborígenes Australianos, publicado em 1913, foi baseado em materiais que ele coletou e escreveu nos anos 1909-1911. Foi bem recebido não apenas por revisores contemporâneos, mas também por estudiosos de gerações posteriores. Em 1963, no prefácio de sua nova edição, John Arundel Barnes chamou-o de uma obra memorável e observou como desacreditava a teoria anteriormente defendida de que os aborígenes australianos não tinham uma instituição familiar.:333
Publicado em 1922, Argonautas do Pacífico Ocidental, sobre a sociedade e a economia do povo Trobriand que vive na pequena cadeia de ilhas Kiriwana, a nordeste da ilha da Nova Guiné, foi amplamente considerado uma obra-prima e aumentou significativamente a reputação de Malinowski no mundo acadêmico.:7:72 Seus livros posteriores incluíram Crime e Costumes da Sociedade Selvagem (1926), Mito na Psicologia Primitiva (1926), Sexo e Repressão na Sociedade Selvagem (1927), O Pai na Psicologia Primitiva (1927), A Vida Sexual dos Selvagens no Noroeste da Melanésia (1929) e Jardins de Coral e Sua Magia (1935).:334 Os trabalhos abordaram questões como reciprocidade e sanções quase legais (em Crime…), psicanálise de descobertas etnográficas (em Sexo e Repressão…), namoro, sexo, casamento e família (em A Vida Sexual…), e conexões percebidas entre agricultura e magia (em Jardins de Coral…).

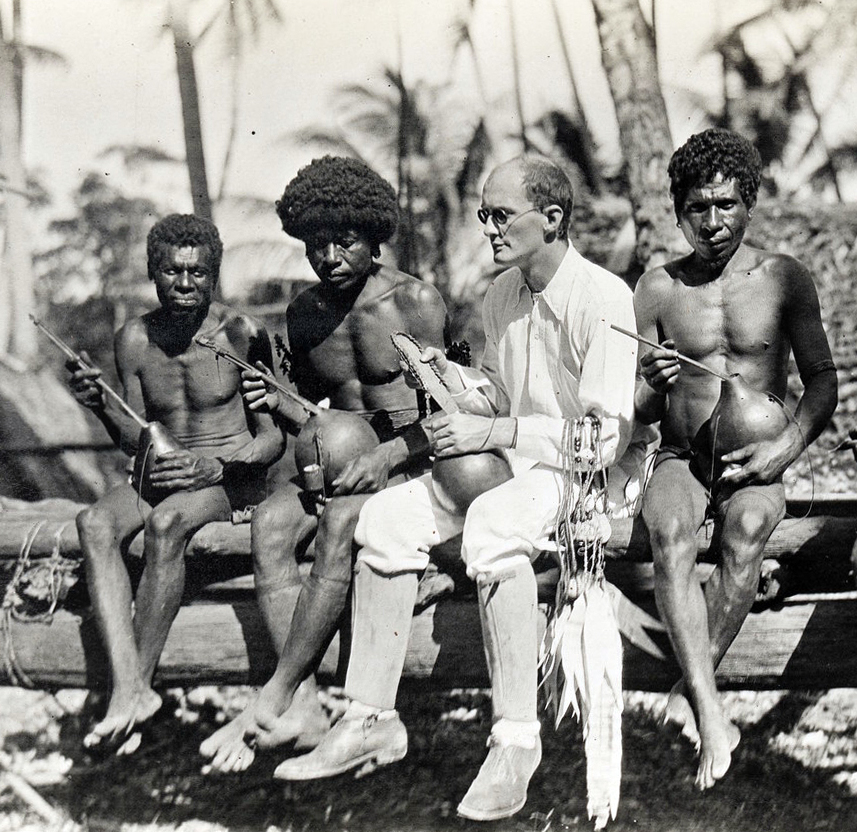
Bronislaw Malinowski com nativos nas Ilhas Trobriand; entre outubro de 1917 e outubro de 1918

Vários de seus trabalhos foram publicados postumamente ou coletados em antologias: Uma Teoria Científica da Cultura e Outros Ensaios (1944), Liberdade e Civilização (1944), A Dinâmica da Mudança Cultural (1945), Magia, Ciência e Religião e Outros Ensaios (1948), Sexo, Cultura e Mito (1962), o controverso Um Diário no Sentido Estrito do Termo (1967) e Os Primeiros Escritos de Bronislaw Malinowski (1993).:335
O diário pessoal de Malinowski, junto com vários outros escritos em polaco,:335 foi descoberto em seu escritório na Universidade Yale após sua morte. Publicado pela primeira vez em 1967, cobrindo o período de seu trabalho de campo em 1914-1915 e 1917-1918 na Nova Guiné e nas Ilhas Trobriand, desencadeou uma tempestade de controvérsia e o que Michael W. Young chamou de "crise moral da disciplina". Escrevendo em 1987, James Clifford chamou-o de "um documento crucial para a história da antropologia".:97
Muitas das obras de Malinowski entraram em domínio público em 2013.

## Ideias e influências
Já um ano após sua morte, Clyde Kluckhohn descreveu sua influência na área como significativa, embora um tanto controversa, observando que para alguns ele "era um grande profeta" e que "nenhum antropólogo jamais teve um público tão amplo". Em 1974, Witold Armon descreveu muitas de suas obras como "clássicos".:335 Michael W. Young delineou as principais contribuições de Malinowski como o estudo comparativo dos conceitos de parentesco, casamento, família; magia, mitologia e religião. Seu trabalho impactou diversos campos como a antropologia econômica; direito comparado e na teoria linguística pragmática.

### Etnografia e trabalho de campo
Malinowski é considerado um dos etnógrafos mais qualificados da antropologia, especialmente devido à sua abordagem altamente metódica e bem teorizada ao estudo dos sistemas sociais. É frequentemente referido como o primeiro investigador a tirar a antropologia “da varanda” (frase que também dá nome a um documentário de André Singer de 1986 sobre o seu trabalho), ou seja, sublinhando a necessidade de um trabalho de campo que permita o pesquisador vivenciar junto com eles o cotidiano de seus sujeitos. Malinowski enfatizou a importância da observação participante detalhada e argumentou que os antropólogos devem ter contato diário com seus informantes se quiserem registrar adequadamente as "imponderabilidades da vida cotidiana" que são tão importantes para a compreensão de uma cultura diferente.:10:22:74 Ele afirmou que o objetivo do antropólogo, ou etnógrafo, é "captar o ponto de vista do nativo, sua relação com a vida, realizar sua visão de seu mundo". Devido à influência de seu argumento, às vezes ele é creditado, especialmente no Reino Unido, como criador do campo da etnografia.:2 J. I. (Hans) Bakker diz que Malinowski "escreveu pelo menos duas das cem etnografias mais significativas de todos os tempos".

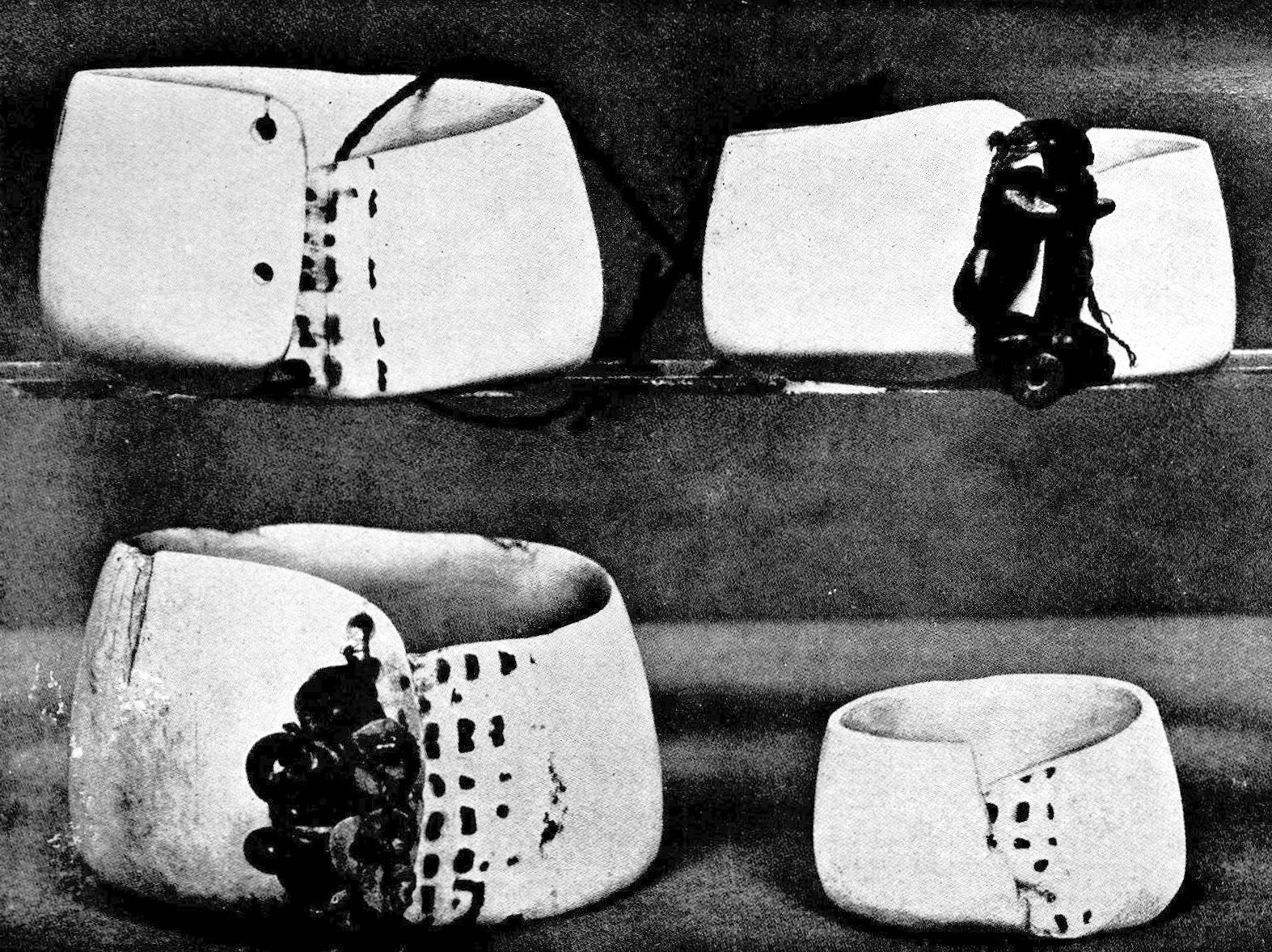
Quatro mualis, um dos dois principais tipos de objetos do ritual Kula da Melanésia. Foto em Argonautas do Pacífico Ocidental, de Malinowski (1922)

Malinowski em sua pesquisa pioneira montou uma tenda no meio das aldeias que estudou, nas quais viveu por longos períodos de tempo, semanas ou meses.:138:20:361 Seu argumento foi moldado por suas experiências iniciais como antropólogo em meados da década de 1910 na Austrália e na Oceania, onde durante sua primeira viagem de campo ele se viu totalmente despreparado para isso, por não conhecer a língua do povo que se propôs a estudar, nem por poder observar suficientemente os seus costumes cotidianos (nessa viagem inicial, estava alojado com um missionário local e apenas fazia viagens diárias à aldeia, atividade que se tornou cada vez mais difícil, uma vez que ele perdeu seu tradutor).:1182–1183 Sua decisão pioneira de posteriormente mergulhar na vida dos nativos representa sua solução para esse problema e foi a mensagem que ele dirigiu aos novos e jovens antropólogos, com o objetivo de melhorar sua experiência e permitir-lhes produzir dados melhores.:22
Ele defendeu essa postura desde suas primeiras publicações, que muitas vezes criticavam duramente os mais velhos no campo da antropologia, que escreviam a maior parte de seus escritos com base em relatos de segunda mão.:335:10–14 Isso pode ser visto na complexa relação entre Frazer — um influente antropólogo inicial, no entanto descrito como o clássico estudioso de poltrona:17 — e Malinowski; Frazer foi um dos mentores e apoiadores de Malinowski, e seu trabalho é creditado por inspirar o jovem Malinowski a se tornar um antropólogo.:9 Ao mesmo tempo, Malinowski criticou Frazer desde seus primeiros dias, e foi sugerido que o que ele aprendeu com Frazer não foi "como ser um antropólogo", mas "como não fazer antropologia". Ian Jarvie escreveu que muitos dos escritos de Malinowski representaram um "ataque" à escola de trabalho de campo de Frazer,:43 embora James A. Boon tenha sugerido que este conflito foi exagerado.:10–14
Seus primeiros trabalhos também contribuíram para o estudo científico do sexo, anteriormente restrito devido ao pudor euro-americano e às opiniões sobre a moralidade. O interesse de Malinowski pelo tema foi atribuído à sua origem eslava, que o tornou menos preocupado com o "puritanismo anglo-saxão".

### Funcionalismo e outras teorias
Malinowski foi creditado por originar, ou ser um dos principais criadores da escola de antropologia social conhecida como funcionalismo.:335 Foi sugerido que ele foi aqui inspirado pelas opiniões de William James.:137 Em contraste com o funcionalismo estrutural de Alfred Radcliffe-Brown, o funcionalismo psicológico de Malinowski sustentava que a cultura funcionava para atender às necessidades dos indivíduos e não às necessidades da sociedade como um todo. Ele argumentou que quando as necessidades dos indivíduos, que constituem a sociedade, são atendidas, então as necessidades da sociedade são atendidas.:166:386 Malinowski entendia as necessidades básicas como decorrentes das necessidades da biologia; e cultura, como cooperação de grupo – como forma de atender às necessidades básicas. Assim, as necessidades biológicas incluem metabolismo, reprodução, conforto corporal, segurança, movimento, crescimento e saúde; e as respostas culturais correspondentes são abastecimento de alimentos, parentesco, abrigo, proteção, atividades, treinamento e higiene.
O desenvolvimento da teoria do funcionalismo psicológico de Malinowski estava intimamente ligado ao seu foco na importância do trabalho de campo: o antropólogo deve, através da observação empírica, investigar as funções dos costumes observados no presente. Para Malinowski, os sentimentos e motivos das pessoas eram cruciais para a compreensão da forma como a sua sociedade funcionava, que ele descreveu da seguinte forma:
Além dos contornos firmes da constituição tribal e dos itens culturais cristalizados que formam o esqueleto, além dos dados da vida cotidiana e do comportamento cotidiano, que são, por assim dizer, sua carne e sangue, ainda há que ser registrado o espírito — pontos de vista, opiniões e declarações dos nativos.— Argonautas, p. 22.
Malinowski, no que é considerado uma importante contribuição para a psicologia intercultural, desafiou a reivindicação, de universalidade, da teoria do complexo de Édipo de Sigmund Freud. Malinowski iniciou uma abordagem transcultural em Sexo e Repressão na Sociedade Selvagem (1927), demonstrando que complexos psicológicos específicos não são universais.:28
Em 1920 publicou seu primeiro artigo científico sobre o anel Kula.:138 Em referência ao anel Kula, ele escreveu mais tarde:
No entanto, deve ser lembrado que o que nos parece uma instituição extensa, complicada e, no entanto, bem ordenada, é o resultado de tantas ações e atividades levadas a cabo por selvagens, que não têm leis, objetivos ou regulamentos definitivamente estabelecidos. Eles não têm conhecimento do esboço total de qualquer estrutura social. Eles conhecem os seus próprios motivos, conhecem o propósito das ações individuais e as regras que se aplicam a elas, mas a forma como, a partir destes, toda a instituição coletiva se molda, isso está além do seu alcance mental. Nem mesmo o nativo mais inteligente tem uma ideia clara do Kula como uma grande construção social organizada, muito menos da sua função e implicações sociológicas. A integração de todos os detalhes observados, a realização de uma síntese sociológica de todos os vários, sintomas relevantes, é a tarefa do etnógrafo. O etnógrafo tem de construir a imagem da grande instituição, tal como o físico constrói a sua teoria a partir de dados experimentais, que sempre estiveram ao alcance de todos, mas precisavam de um interpretação consistente.

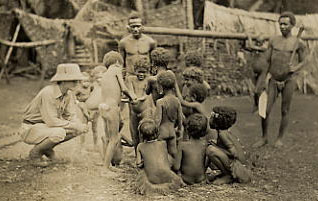
Malinowski com os habitantes das Ilhas Trobriand, 1918

Nestas duas passagens, Malinowski antecipou a distinção entre descrição e análise, e entre as opiniões dos atores e dos analistas. Esta distinção continua a informar métodos e teorias antropológicas.:141:200–221 Sua pesquisa sobre a economia tradicional dos trobriandeses, com foco particular na magia e nos mágicos, foi descrita como uma contribuição substancial para a antropologia econômica.:138–139
No geral, Malinowski foi creditado por "contestar os estereótipos existentes", como a rejeição da "economia primitiva", através do seu estudo do anel Kula, que demonstrou como a economia estava incorporada na cultura. Ele criticou o termo "superstição primitiva", demonstrando relações complexas entre magia, ciência e religião. Da mesma forma, seu estudo da sexualidade minou as visões simplistas da "sexualidade primitiva".
Malinowski influenciou os estudos africanos, servindo como mentor acadêmico de Jomo Kenyatta, pai e primeiro presidente do Quênia moderno. Malinowski escreveu a introdução de Facing Mount Kenya, o estudo etnográfico de Kenyatta sobre os quicuios. Muitos dos alunos de Malinowski trabalharam na África, provavelmente devido ao seu envolvimento com o Instituto Africano Internacional.

### Professor
Considera-se que Malinowski criou a próxima geração de antropólogos, especialmente britânicos.:335 Muitos de seus alunos adotaram sua abordagem funcionalista. Como professor, ele preferia palestras a discussões;:335 seus seminários eram considerados "eletrizantes". Ele foi elogiado por sua atitude amigável e igualitária em relação às estudantes. Entre seus alunos estavam futuros cientistas sociais como Hilda Beemer Kuper, Edith Clarke, Kazimierz Dobrowolski,:335 Raymond Firth, Meyer Fortes,:x Feliks Gross,:335 Francis L. K. Hsu,:13 Phyllis Kaberry, Jomo Kenyatta, Edmund Leach,:1 Lucy Mair, Z. K. Matthews, Józef Obrębski,:335 Maria Ossowska,:335 Stanisław Ossowski,:335 Ralph Piddington,:67 Hortense Powdermaker, E. E. Evans-Pritchard, Margaret Read, Audrey Richards, Isaac Schapera, Andrzej Jan Waligórski,:335 Camilla Wedgwood, Monica Wilson e Fei Xiaotong.:335

## Legado

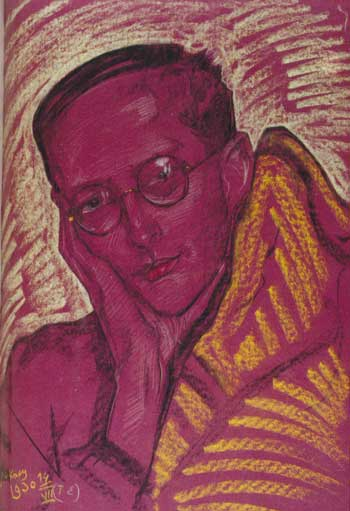
Retrato de Malinowski de Witkacy, 1930

A Malinowski Memorial Lecture, uma série anual de palestras de antropologia na LSE, inaugurada em 1959, leva seu nome.:336 Uma revista de antropologia liderada por estudantes da LSE, The Argonaut, teve seu nome inspirado no Argonautas.
A Sociedade de Antropologia Aplicada estabeleceu o Prêmio Bronislaw Malinowski em sua homenagem em 1950. O prêmio foi concedido apenas até 1952, depois entrou em hiato até ser restabelecido em 1973; tem sido concedido anualmente desde então.:1
Stanisław Ignacy Witkiewicz baseou um personagem, Duke of Nevermore, de seu romance The 622 Downfalls of Bungo or The Demonic Woman (escrito na década de 1910, mas não publicado até 1972) em Malinowski.:336
Em 1957 Raymond Firth editou um livro dedicado à vida e obra de Malinowski, Man and Culture. Outros trabalhos sobre Malinowski apareceram desde então, como Malinowski: Odyssey of an Anthropologist, 1884–1920 (2004), de Michael W. Young.
Ele é interpretado por Tom Courtenay no filme de TV Young Indiana Jones, Treasure of the Peacock's Eye.
A vida e obra de Malinowski é tema de um documentário Tales From The Jungle: Malinowski, exibido pelo canal BBC Four em 2007.

## Vida pessoal
Na juventude foi amigo íntimo de Stanisław Ignacy Witkiewicz, um artista polaco; essa amizade teve muito impacto na infância de Malinowski. Eles tiveram um triângulo amoroso com Zofia Romer née Dembowska. Ao longo de sua vida ele ganhou a reputação de promíscuo.
Seus outros amigos de seus tempos de estudante incluíam Maria Czaplicka, a primeira professora de antropologia na Universidade de Oxford.:172
Em 1919, Malinowski casou-se com Elsie Rosaline Masson, fotógrafa, escritora e viajante australiana (filha de David Orme Masson), com quem teve três filhas: Józefa (nascida em 1920), Wanda (nascida em 1922) e Helena (nascida em 1925). Elsie morreu em 1935, e em 1940 Malinowski casou-se com a pintora inglesa Valetta Swann.:336:138 A filha de Malinowski, Helena Malinowska Wayne, escreveu vários artigos sobre a vida de seu pai e um livro sobre seus pais.
Embora Malinowski tenha sido criado na fé católica, após a morte de sua mãe ele se descreveu como agnóstico.

## Publicações selecionadas
- Malinowski, B. (1913). The family among the Australian Aborigines: a sociological study. Londres: University of London Press
- ————— (1922). Argonauts of the Western Pacific: An account of native enterprise and adventure in the Archipelagoes of Melanesian New Guinea. Londres: Routledge and Kegan Paul (Edição Aprimorada reeditada Long Grove, IL: Waveland Press, 2013)
- ————— (1926). Myth in primitive psychology. Londres: Norton
- ————— (1926). Crime and custom in savage society. Nova Iorque: Harcourt, Brace & Co.
- ————— (1927). Sex and Repression in Savage Society. Londres: Kegan Paul, Trench, Trubner & Co.
- ————— H. Ellis (1929). The Sexual Life of Savages in North-Western Melanesia. An Ethnographic Account of Courtship, Marriage, and Family Life Among the Natives of the Trobriand Islands, British New Guinea. Londres: [s.n.]
- ————— E.R. Leach; J. Berry (1935). Coral gardens and their magic. Londres: Allen & Unwin
- ————— (1944). A Scientific Theory of Culture and Others Essays. Chapel Hill, Carolina do Norte: The University of North Carolina Press
- ————— (1947). Freedom & Civilization. Londres: [s.n.]
- ————— (1946).  P.M. Kaberry, ed. The Dynamics of Culture Change: An Inquiry Into Race Relations in Africa. New Haven: Yale University Press
- ————— (1948). Magic, Science and Religion and Other Essays. Glencoe, Illinois: The Free Press (reeditado Long Grove, IL: Waveland Press, 1992)
- ————— (1962). Sex, Culture, and Myth. Nova Iorque: Harcourt, Brace & World
- ————— (1967). A Diary in the Strict Sense of the Term. Nova Iorque: Harcourt, Brace & World
- ————— (1993).  R.J. Thornton & P. Skalnik, ed. The early writings. Cambridge: Cambridge University Press